# Fredrik Otto de Witte
Fredrik Otto de Witte (von Witte), född 1657 i Lüneburg, död 1719, var en tysk-svensk militär.
Fredrik Otto de Witte blev officer 1676, blev kapten i münstersk tjänst 1678, tjänstgjorde vid Kunglig majestäts tyska livregemente till fot från 1680, befordrades till major 1700 och överstelöjtnant 1711. Han var 1712–1715 överste och chef för tyska livregementet till fot, blev fången vid Stralsunds kapitulation 1715, men återkom till Sverige i oktober 1717, och fortsatte därefter att tjänstgöra som regementets chef till sin död.